# Гротеволь, Отто
О́тто Эми́ль Франц Гро́теволь (нем. Otto Emil Franz Grotewohl; 11 марта 1894, Брауншвейг, Герцогство Брауншвейг — 21 сентября 1964, Берлин, ГДР) — немецкий государственный и политический деятель, член СДПГ, с 1946 года — СЕПГ. В 1949—1964 — председатель Совета министров ГДР. Трижды Герой труда ГДР (1954, 1959, 1964).

## Биография
В 1908—1912 годах Отто Гротеволь выучился на печатника и по окончании обучения вступил в Союз германских печатников и Социал-демократическую партию Германии. Воевал в Первую мировую войну и получил тяжёлое ранение. В 1918—1922 годах Гротеволь состоял в Независимой социал-демократической партии Германии, в 1920—1930 годах Гротеволь был депутатом ландтага Брауншвейга от СДПГ.
В 1922 году занимал пост министра юстиции и народного образования Свободного государства Брауншвейг в кабинете Отто Антрика, в 1923—1924 годах — министра юстиции Брауншвейга во втором кабинете Генриха Яспера. В 1928 году был назначен председателем земельного страхового учреждения.
31 октября 1925 года Отто Гротеволь в результате довыборов был избран депутатом рейхстага Веймарской республики. По результатам выборов в рейхстаг 20 мая 1928 года, 14 сентября 1930 года, 31 июля 1932 года, 6 ноября 1932 года и в марте 1933 года Гротеволь сохранял за собой мандат депутата рейхстага. В рейхстаге Гротеволь входил во фракцию СДПГ, решительно выступившую против гитлеровского закона о чрезвычайных полномочиях.
После прихода к власти национал-социалистов в 1933 году Отто Гротеволь лишился всех постов и выехал из Брауншвейга в Гамбург. С 1938 года Гротеволь проживал в Берлине и занимался торговлей продуктами и промышленным представительством. Участвовал в группе Сопротивления члена СДПГ Эриха Гнифке, с которым был знаком ещё по Брауншвейгу. В августе 1938 года Гротеволь был арестован и обвинён Народной судебной палатой в государственной измене. 4 марта 1939 года Гротеволя выпустили на свободу, его дело было прекращено спустя семь месяцев. Гротеволь вновь подвергся избиению и аресту после неудавшегося покушения на Гитлера, совершённого Георгом Эльзером 8 ноября 1939 года в «Бюргербройкеллере», и провёл восемь недель под следствием. После освобождения продолжил работу торговым служащим в Берлине, в свободное время увлёкся живописью.
17 июля 1945 года Отто Гротеволь, Эрих Гнифке, Макс Фехнер, Густав Дарендорф, Герман Гарниш подписали воззвание с призывом к учреждению Социал-демократической партии Германии. Гротеволь занял пост председателя Центрального комитета СДПГ и после некоторого колебания вскоре поддержал скорейшее слияние СДПГ с Коммунистической партией Германии. По мнению Эгона Бара и Якоба Кайзера, Гротеволь изменил своё мнение по этому вопросу после беседы, на которую он был вызван в штаб-квартиру советских оккупационных властей в Карлсхорсте, откуда он вернулся «совершенно другим». Якоб Кайзер предполагал, что в биографии Гротеволя времён Брауншвейга имелось тёмное пятно, позволявшее оказывать на него давление.
31 марта 1946 года после жарких внутрипартийных дебатов в Западном Берлине состоялось предварительное голосование среди членов СДПГ. На вопрос «Вы за немедленное объединение обеих рабочих партий?» более 80 процентов голосовавших ответили отрицательно. В Восточном Берлине предварительное голосование не проводилось. 22 апреля 1946 года в берлинском Адмиралспаласте состоялось торжественное заседание по случаю слияния СДПГ и КПГ в СЕПГ. Председателями новой партии стали Отто Гротеволь от СДПГ и Вильгельм Пик от КПГ.
В 1948 году Отто Гротеволь возглавил конституционный комитет Немецкого народного совета, предшественника Народной палаты ГДР. В 1949 году Гротеволь занял должность председателя Совета министров ГДР, тем самым обойдя Вильгельма Пика в своём политическом влиянии. В 1950 году Отто Гротеволь входил в состав делегации на переговорах по заключению Згожелецкого договора, закрепивший границу между Германией и Польшей по Одеру — Нейсе. В 1957 году Гротеволь поддержал план Рапацкого по созданию в безъядерной зоны в Центральной Европе. В 1960 году в связи с тяжёлым заболеванием Отто Гротеволь оставил политическую деятельность и проживал в уединении в посёлке Вандлиц. Его обязанности фактически исполнял первый заместитель Вилли Штоф, впоследствии ставший его преемником на посту председателя Совета министров ГДР. Отто Гротеволь умер от инсульта и был похоронен в Мемориале социалистов на Центральном кладбище Фридрихсфельде в берлинском Лихтенберге.
В 1919—1949 годах Отто Гротеволь был женат на Марии Марте Луизе Ост (1894-после 1976), у супругов родилось двое детей — сын Ханс и дочь Дорле. Ханс Гротеволь (1924—1999) стал архитектором; в 1954 году после Корейской войны он возглавлял немецкую рабочую группу, восстанавливавшую город Хамхын.
После развода в 1949 году Гротеволь женился в том же году на своей секретарше Йоханне Шуман (1909—1976), урождённой Даниэльциг.
Отто Гротеволь был увлечённым художником и снимал любительские кинофильмы.

## Награды
- Трижды Герой труда ГДР (1954, 1959, 1964)[5]
- Орден Карла Маркса (1953)
- Золотой орден «За заслуги перед Отечеством» (ГДР) (1954)
- Орден «Знамя Труда» (ГДР) (1960)[6]
- Орден Ленина (1964)
- Почётный житель города Дрездена.

## Память
- Именем «Отто Гротеволь» был назван один из танкеров проекта 1552 Новороссийского морского пароходства (1965—1986).
- В честь Отто Гротеволя в советское время была названа 3-я немецкая спецшкола[7] в Москве.

## Труды
- Почтовая марка, 1965 годOtto Grotewohl: Die Verfassung der Gemeinden und Kreise im Freistaat Braunschweig. Zweite, neu bearbeitete und ergänzte Auflage, Braunschweig 1928
- Otto Grotewohl: «Dreissig Jahre später» Die Novemberrevolution und die Lehren der Geschichte der deutschen Arbeiterbewegung Dietz Verlag GmbH Berlin copyrigth 1948 mind. 5 Auflagen
- Otto Grotewohl: Im Kampf um die einige Deutsche Demokratische Republik. Reden und Aufsätze. Bd 1-6, Berlin 1959—1962
- Otto Grotewohl: Über Politik, Geschichte und Kultur: ausgewählte Reden und Schriften 1945—1961. Dietz, Berlin 1979
- Otto Grotewohl: Skizzen, Zeichnungen, Aquarelle, Gemälde. Dietz, Berlin 1984